# Evacuarea Tezaurului național polonez în timpul celui de-al Doilea Război Mondial

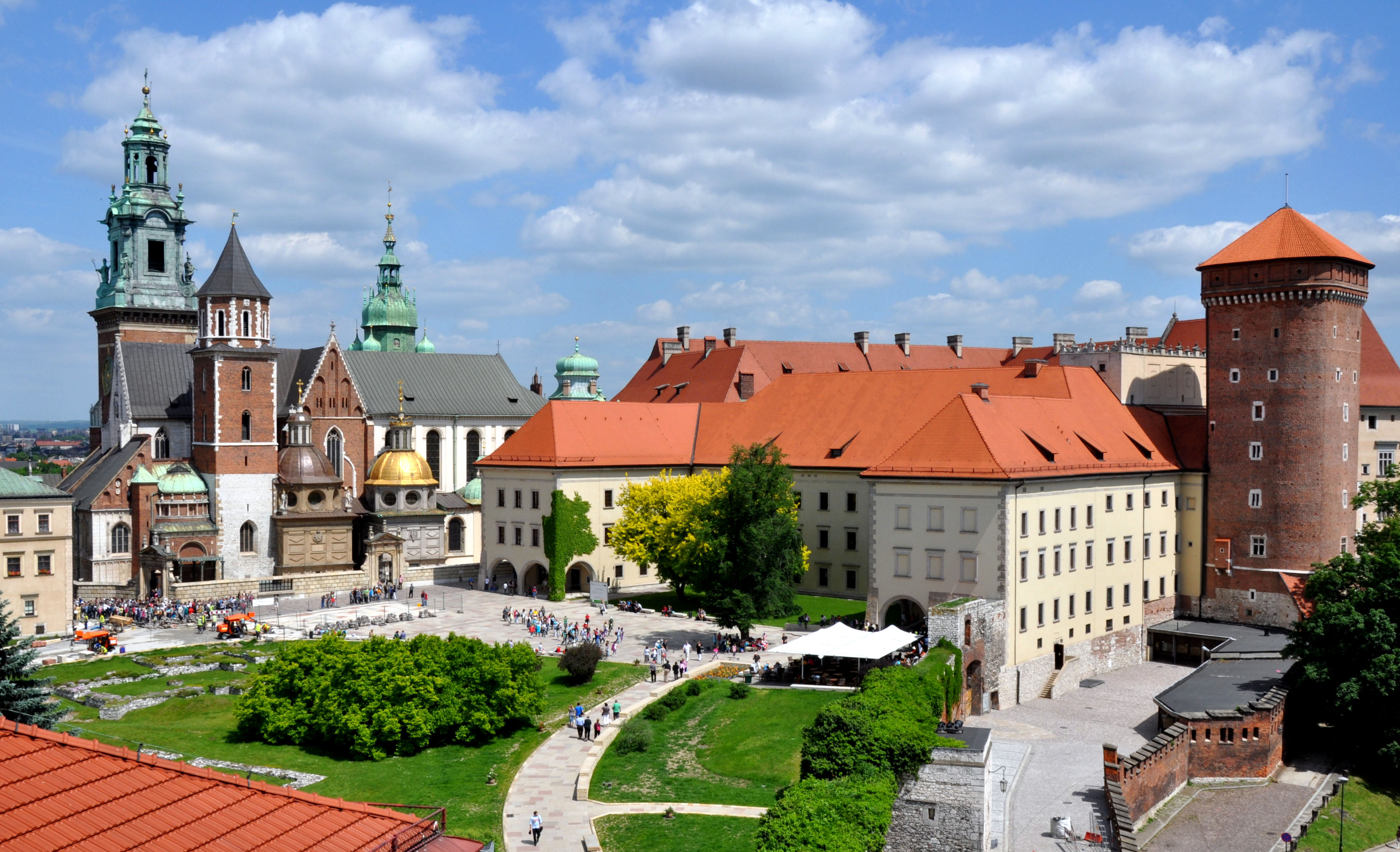
Castelul Wawel în zilele noastre

Tezaurul național polonez (în poloneză Skarby narodowe), o colecție de 280–300 de obiecte de artă decorativă cu o valoare artistică și istorică excepțională, a fost evacuat din Polonia la începutul celei de-a doua conflagrații mondiale în septembrie 1939 și a fost transportat prin România, Franța și Regatul Unit în Canada. Cea mai mare parte dintre aceste obiecte de artă venea din Castelul Wawel și era compusă dintr-o colecție bogată de tapiserii jagelloniene, precum și din sabia medievală de încoronare a regilor polonezi - Szczerbiec. Aceste obiecte au ajuns să fie cunoscute ca Tezaurul de la Wawel (în poloneză skarby wawelskie), o denumire care uneori a fost extinsă în mod eronat la toate bunurile evacuate din Polonia. Cea mai mare parte a restului bunurilor salvate erau manuscrise din Biblioteca Națională a Poloniei din Varșovia, printre acestea fiind primele documente scrise în limba poloneză, dar și manuscrisele lui Frédéric Chopin. În plus, au fost salvate lucrări de artă din Castelul Regal din Varșovia sau o Biblie Gutenberg din biblioteca Înaltului Seminar Teologic din Pelplin. După încheierea războiului, tezaurul a rămas în Canada pentru mai mult de douăzeci de ani, datorită cererilor a două guverne poloneze rivale – guvernul comunist de la Varșovia și guvernul în exil cu sediul la Londra. Negocierile pentru retrocedarea tezaurului s-au întins pe o perioadă de 15 ani, până când bunurile au fost returnate Poloniei în 1961.

## Tezaurul
Această colecție este formată din sute de piese, unele dintre fiind parte a tezaurului mondial.:23

### Sabia de încoronare

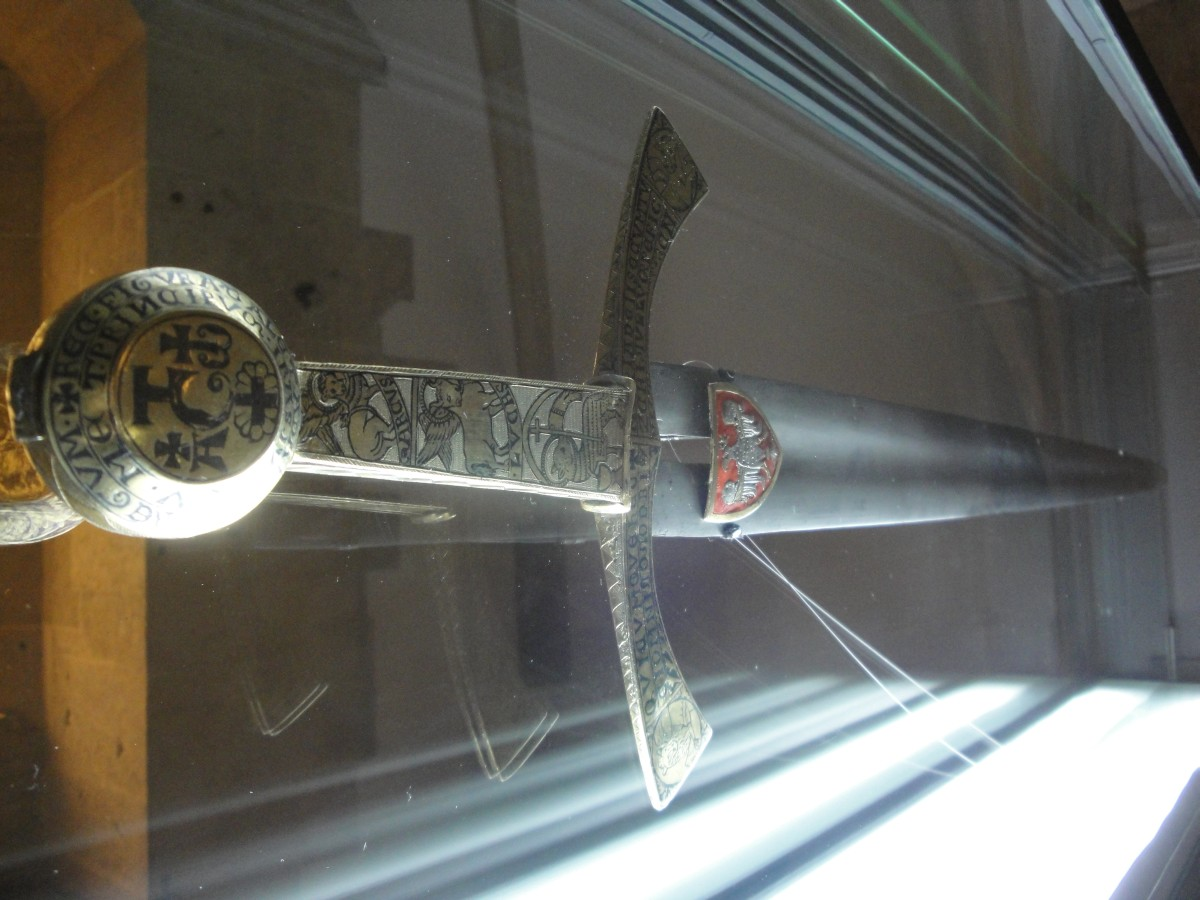
Szczerbiec.

Szczerbiec, cunoscută și ca „sabia poloneză de încoronare”, este o armă de două mâini veche, care a fost folosită pentru încoronarea regilor polonezi pentru mai multe generații.:21 Popularitatea acestei arme se datorează, cel puțin în parte, legendei conform căreia oricare rege care nu ar fi folosit sabia această la încoronarea, avea să pună în primejdie frontierele, supunându-și țara riscului unei invazii. Sabia are un mâner împodobit cu pietre prețioase, fiind ornată cu o serie de gravuri. Szczerbiec este singura piesă din cadrul bijuteriilor coroanei poloneze care s-au păstrat până în zilele noastre.:21

### Biblia Gutenberg

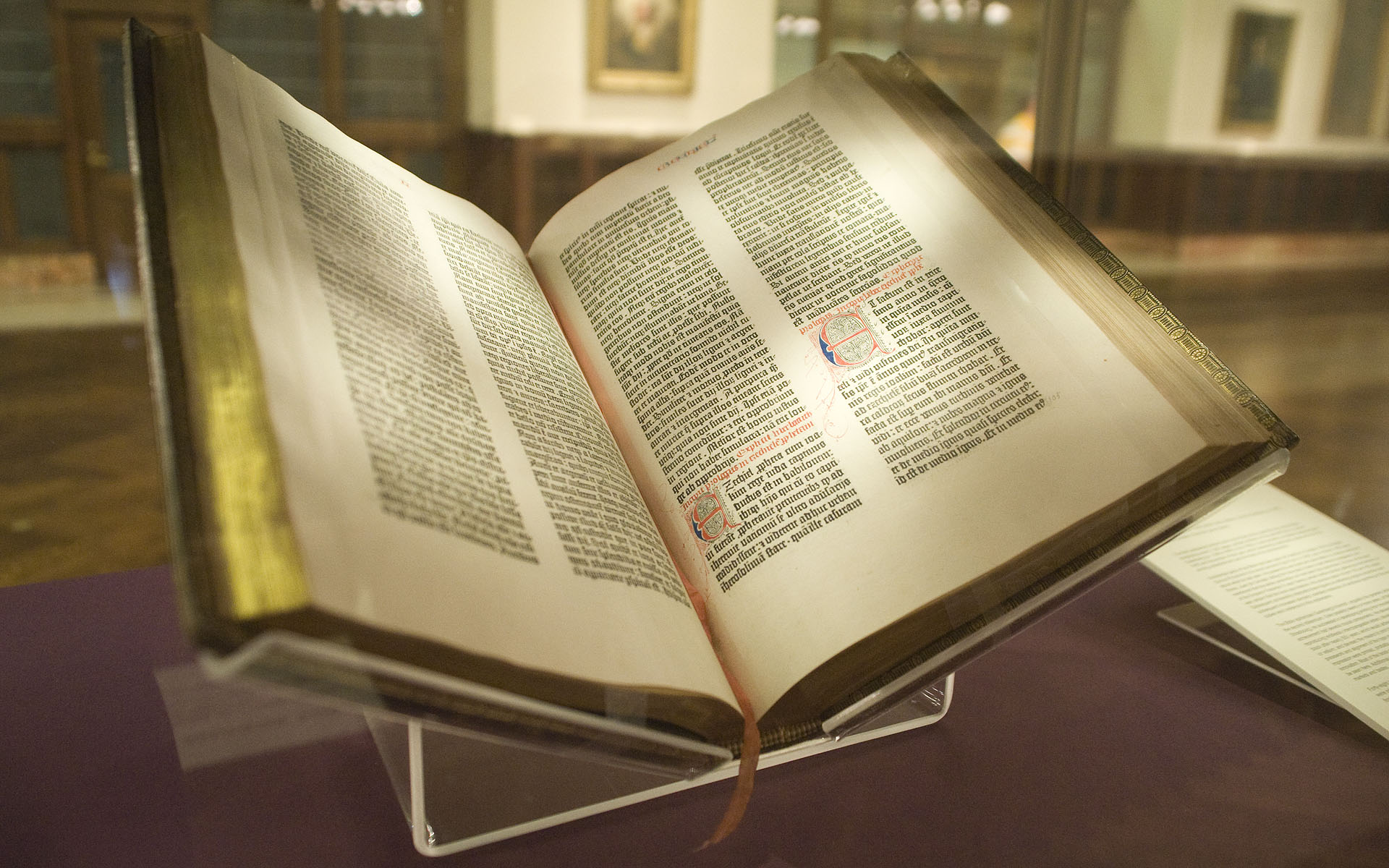
O Biblie Gutenberg (alta decât copia Pelplin)

Această Biblie tipărită în atelierele lui Johannes Gutenberg, cel care este considerat inventatorul european al tiparului cu litere metalice mobile, reprezintă una dintre primele lucrări obținută cu ajutorul acestei tehnici noi în 1455. Această ediție este prețuită în mod special pentru calitatea excepțională datorată alegerii personale de către Gutenberg a cernelii, legătoriei și a materialelor de tipărit. Această ediție a cuprins aproximativ 180 de cărți, fiecare dintre copiile care au supraviețuit până în zilele noastre valorând aproximativ 100.000.000 de dolari.

### Tapiseriile jagielloniene

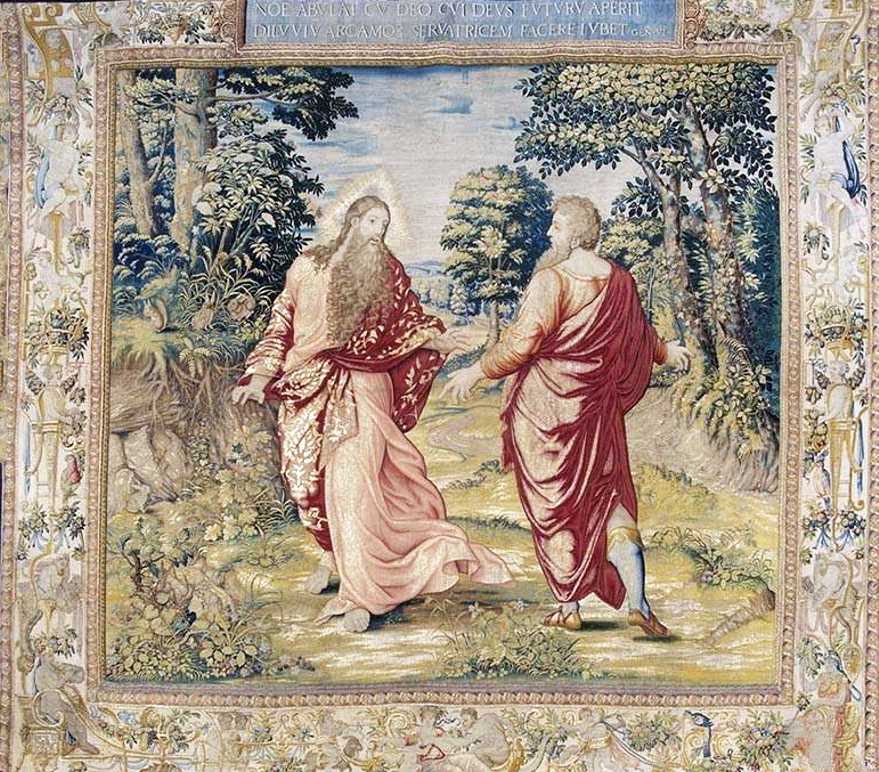
Dumnezeu de vorbă cu Noe, tapiserie flamandă din colecția regelui Sigismund August

Aceste tapiserii au fost o comandă a regelui Sigismund al II-lea August pentru celebrarea celei de-a treia sa căsătorii.:21 Aceste tapiserii din mătase au dimensiuni apreciabile, de mai mulți metri, în urzeala lor fiind inserate fire de aur și argint.:23 Fiecare tapiserie este unică și prezintă diferite scene istorice sau religioase (precum cea a  Arcei lui Noe). Întreaga colecție a fost formată din peste 300 de piese. Peste jumătate dintre ele au fost înstrăinate, furate sau chiar ipotecate de Ioan Cazimir al II-lea pentru salvarea bugetului țării. Până în cele din urmă, au rămas doar 137 de piese proprietate a polonezilor. Cu toate acestea, colecția rămâne cea mai mare comandată de un singur monarh. Ele sunt considerate ca fiind capodopere ale artei și cea mai mare colecție de tapiserii europene.:22

## Exilul

### Wawel
Responsabili polonezi au fost tot mai îngrijorați de siguranța tezaurelor din Castelul Wawel într-o perioadă în care țara ere expusă pericolului unui război cu Germania Nazistă în 1939. Al treilea Reich al lui Adolf Hitler ducea o politică agresivă spre est și amenința direct independența Poloniei. Guvernul polonez a hotărât să salveze cele mai vechi și valoroase piese istorice de naziști și a decis să transfere tezaurul într-un loc sigur din Europa.:17 Specialiștii polonezi au început să construiască cutii și cilindri care să asigure transportul sigur al tezaurului. Castelul a fost închis pentru public, sperându-se că astfel se va asigura secretul operațiunilor.

### România
Pregătirea pentru transport a luat mai mult decât se așteptaseră responsabilii polonezi. Tezaurul a părăsit Castelul la două zile după ce Germania declanșase invazia din Polonia. Din fericire, Hans Frank (Guvernatorul general al Poloniei) nu a ordonat atacarea cu prioritate a Castelului Wawel. Acesta a fost cucerit doar după ce tezaurul părăsise deja teritoriul național. Valorile poloneze au fost încărcate în diferite mijloace de transport și au fost însoțite Stanislaw Zaleski și Jozef Polkowski, doi curatori de la Castelul Wawel, care cunoșteau foarte bine tezaurul.:86
Tezaurul și însoțitorii acestuia au călătorit spre frontiera polono-română, pe drum amestecându-se cu coloanele de refugiați care voiau să se salveze în România. Drumul prin România a fost supervizat și de autoritățile române, care au colaborat îndeaproape cu cele britanice și franceze, care erau interesate să sprijine evacuarea tezaurului polonez. Din partea română, un rol important l-a avut Traian Borcescu, ofițer din cadrul Serviciului Special de Informații. El a fost intervievat de Centrul de Istorie Orală din Radiodifuziunea Română în 2003.
 „Eram în statul major și delegat pe lângă colonelul Diaconescu, care era însărcinat cu supravegherea transferului de populație și autorități din Polonia în România. Polonezii erau mai prieteni cu ungurii, polonezii încă nu recunoscuseră alipirea Transilvaniei de România, țineau mai mult cu ungurii. Și tocmai ungurii nu i-au ajutat. Și singurii care i-am ajutat am fost noi, la îndemnul franco-englez de a trimite tezaurul prin România. Armand Călinescu a acceptat cu condiția ca armata să fie dezarmată la frontieră, să fie triată, să nu fie agenți străini, armamentul să fie depus, tezaurul să fie adus într-un mod cu totul secret, într-o zi în care să nu fie înștiințați nici rușii, nici nemții. Că putea să fie atacat.[...]
S-au făcut două transporturi: de la Vișnița până la Cernăuți și apoi de la Cernăuți până la Constanța. O parte din tezaur a fost oprit și de noi, pentru întreținerea trupelor și refugiaților polonezi, însă la somația franco-engleză a trebuit să admitem ca acest tezaur, compus din vreo 70 de lăzi, pachete, să fie îmbarcat pe un submarin britanic, la Constanța, care era sub comanda căpitanului Brett. Transportul acesta s-a făcut cu trenul, între Vișnița și Cernăuți cu mașinile, iar între Cernăuți și Constanța s-a făcut cu trenul, până la Galați. De la Galați la Constanța nu știu precis dacă a fost transportat cu mașinile. La Constanța a fost blocat de armata română, de Siguranță și de Siguranța poloneză, plus agenții franco-englezi. Tezaurul nu putea să rămână la noi, deși noi ne-am oferit să păstrăm acest tezaur. Englezii și-au dat seama că România va avea aceeași soartă pe care a a avut-o și Polonia din cauza pactului din august 1939, în care zonele de influență în Rusia erau spre Baltica și zonele de influență germane erau în România, Bulgaria și așa mai departe. Deci în eventualitate că noi vom fi ocupați, tezaurul nu trebuia să cadă în mâna germanilor.” 
O mică parte a tezaurului polonez a rămas totuși în România. În vara anului 1944, acea mică parte de 3 tone a tezaurului polonez s-a alăturat celor 242 de tone de aur ale tezaurului Băncii Naționale a României care a luat drumul Mănăstirii Tismana, spre vest, pentru a fi protejat de invazia sovietică. Operațiunea a avut ca nume de cod "Neptun" și a ajuns în cel mai mare secret într-o peșteră de lângă mănăstire. În 1947, aurul Băncii Naționale a României s-a întors la București, iar cele 3 tone ale tezaurului polonez au fost înapoiate proprietarului său de drept. 
Operațiunea de evacuare a tezaurului polonez prin România a fost transpusă într-o coproducție polono-română din 1986, Trenul de aur / Złoty pociąg.
În București, unde tezaurul a fost depozitat temporar, cei doi curatori, Zaleski și Polkowski au căutat să găsească un loc sigur de depozitare a tezaurului. Printre variantele explorate au fost Elveția sau Vaticanul, dar care s-au dovedit imposibil de realizat.

### Malta și Franța
A fost aleasă ca destinație provizorie, Malta, unde tezaurul a fost adăpostit pentru aproximativ două săptămâni. Aici au încercat să găsească un adăpost sigur permanent. Aici au aflat despre eforturile francezilor care încercau să ascundă Colecția de Stat în diferite fabrici. Polonezii au hotărât de aceea să adăpostească tezaurul într-o fabrică părăsită din Aubusson. Acest adăpost nu s-a dovedit unul permanent, după șase săptămâni Zaleski și Polkowski fiind obligați să mute din nou tezaurul datorita atacului german împotriva țărilor Europei Occidentale.

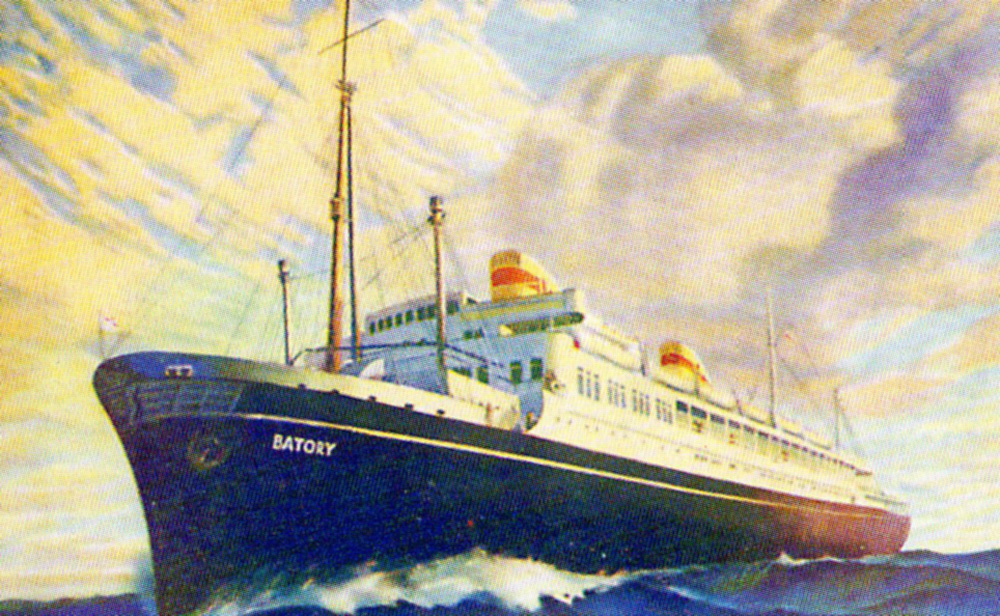
The MS Batory

În acest moment, curatorii au ajuns la concluzia că singurul loc sigur pentru tezaur se afla doar pe celălalt mal al Oceanul Atlantic. Ei au călătorit până la Londra, unde au început să aranjeze transportul tezaurului în Canada. Piesele de tezaur au fost îmbarcate în mare secret la bordul vasului HMS Batory, care avea ca destinație finală America de Nord. Pentru asigurarea securității transportului, HMS Batory s-a alăturat unui convoi mai mare, care călătorea sub numele de cod  „Peștele”. Acest convoi asigura transportul în mare secret a mai multor valori europene în Canada, unde se considera că vor fi în siguranță. Convoiul a părăsit apele europene pe 4 iulie 1940.:55

### Canada
Batory a ancorat la Halifax, Nova Scotia pe 12 iulie 1940. Tezaurul a intrat în Canada fără plata taxelor vamale, fiind considerat proprietate privată a guvernului polonez. Toate valorile poloneze au fost transferate pe calea ferată la Ottawa, securitatea transportului fiind asigurată de Royal Canadian Mounted Police. După ce a fost depozitat pentru o perioadă scurtă de timp la consulatul polonez, tezaurul a fost mutat în depozitele Fermei Centrale Experimental din Ottawa, locație care corespundea pretențiilor lui Zaleski și Polkowski, fiind dotată cu instalații pentru controlul temperaturii și protecția împotriva incendiilor.:57

## Retrocedarea

### După război
În 1945, Uniunea Sovietică a preluat controlul asupra Poloniei și a stabilit un nou regim în țară, spre disperarea populației locale, care suferiseră până atunci atrocitățile stăpânirii naziste. Situația politică din Polonia i-a făcut pe Polkowski și Zaleski să se opună reîntoarcerii tezaurului în țară așa cum fusese planificat inițial, deoarece cei doi au considerat că astfel acesta ar fi căzut în mâinile sovieticilor. Guvernul polonez în exil la Londra l-a trimis pe Wacław Babiński la Ottawa, unde acesta și curatorii au organizat mutarea colecției Wawel din depozitele Fermei Experimentale pentru ca să îi împiedice pe reprezentanții noului guvern de la Varșovia să îl repatrieze.
Cei trei au început să împrăștie bunurile tezaurului prin depozite din Canada centrală.:79 Două mari transporturi au fost trimise astfel la Bank of Montreald in Ottawa, unde urmau să fie adăpostite în seifurile acesteia. Printre valorile evacuate s-au numărat Sabia de încoronare și Biblia Gutenberg, considerate două dintre cele mai valoroase piese ale colecției. Alte opt transporturi au fost trimise Mănăstirea Sângelui Neprețuit din Ottawa. Restul de bunuri (douăzeci și patru de transporturi) au fost trimise la o mănăstire din Sainte-Anne-de-Beaupre, de lângă Quebec. Cei trei au hotărât să lase câteva bunuri ale colecției în depozitele Fermei Experimentale, în sperața că așa îi vor putea păcăli pe sovietici că toatte valorile s-ar mai afla încă acolo:78

### Implicarea canadienilor
Un reprezentant al noului guvern de la Varșovia, dr. Fiderkiewicz, a sosit în Canada în 1946 cu o cerere oficială pentru retrocedarea tezaurului de la Wawel. El a descoperit rapid că depozitele de la Ferma Experimentală erau aproape goale.:88 El a depus o notificare oficială la Departamentul Afacerilor Externe, prin care alerta guvernul canadian în privința dispariției bunurilor tezaurului cu o întârziere de aproape un an de la mutarea acestuia.:80 Fiderkiwicz a ajuns la concluzia că guvernul canadian nu avea cunoștință de mutarea pieselor tezaurului. În apărarea lor, oficialii canadieni au afirmat că nu fuseseră la curent cu problema și că cei doi curatori, care însoțiseră tezaurul în Canada, purtau întreaga răspundere legală pentru bunurile depozitate. Pentru păstrarea unor relații politice bune dintre cele guverne, oficialii canadieni s-au angajat să întreprindă toate măsurile necesare pentru identificarea pieselor tezaurului.:84
Adevărul este că agenții guvernamentali au reușit să identifice toate depozitele în care curatorii trimiseseră piesele de tezaur. Totuși, verificarea informațiilor s-a dovedit dificilă, cele mai multe dintre ele fiind în cadrul unor lăcașuri de cult, în care guvernul nu avea niciun drept să caute fără un mandat legal. Pentru ca lucrurile să fie și mai încurcate, reprezentanții fiecărui loc în care fuseseră depozitate piesele de tezaur au recunoscut că le adăpostiseră, dar au susținut cu vehemență că acestea fuseseră mutate din nou, în locuri necunoscute. Evident, mințeau cu toții.:86 Polkowski sperase că, cerându-le să declare astfel, îl va face și pe Zaleski să păstreze secretul. Atunci când Polkowski a aflat că Fiderkiewicz știa de fapt că bunurile nu părăsiseră de fapt depozitele identificate de guvernul canadian, el a înțeles că Zaleski îl trădase și a hotărât în mare secret să transfere întreaga colecție în alte locuri.:87

### Problemele legale
Acțiunile lui Polkowski erau cât pe ce să se încheie cu succes. Din păcate pentru el, Fiderkiewicz a organizat o conferință de presă în timpul căreia a declarat că a descoperit cele două transporturi depozitate în sefurile Bank of Montreal din Ottawa și că era în proces de negociere pentru reîntoarcerea lor în siguranță în patrie.:93 Declarațiile sale au atras atenția publicului internațional asupra problemei, care nu fusese la curent cu odiseea tezaurului polonez. Guvernul canadian, care menținuse tăcerea asupra acestui subiect, a fost forțat să facă o declarație pentru lămurirea situației.
William Lyon Mackenzie King, premierul interimar canadian, a declarat că, atâta vreme cât tezaurul a intrat în Canada ca proprietate privată a guvernului polonez, canadienii nu au avut niciun drept în administrarea posesiunilor acestuia.:94 În ceea ce el a descris ca un act de bună credință, el a oferit o înțelegere guvernului polonez: jandarmeria națională urma să primească sarcina urmăririi și recuperării întregii colecții cu condiția ca, după recuperare, întreaga colecție să fie expusă public în Canada pentru o perioadă de cinci ani, mai înainte ca să fie repatriată. Guvernul polonez a considerat propunerea ca fiind un act lipsit de respect, și ca urmare a refuzat oferta.:97 King a propus mai apoi ca, ținând seama că guvernul canadian nu are niciun temei legal să îi extrădeze pe curatori sau să exporte tezaurul, guvernul polonez să acționeze pe cale judiciară împotriva indivizilor pe care îi considera responsabili pentru transferurile ilegale ale pieselor de colecție din depozitele inițiale, adică împotriva lui Zaleski și Polkowski. Guvernul polonez a respins și această nouă propunere.:100

### Impasul

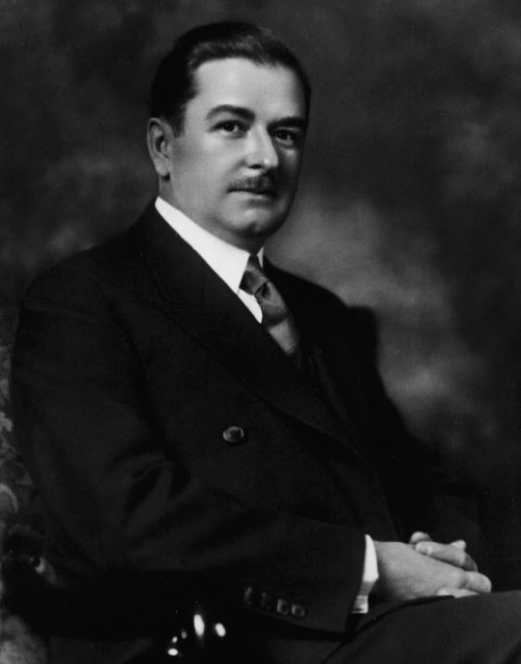
Maurice Duplessis

În ciuda respingerii ofertei inițiale canadiene de către guvernul polonez, jandarmeria a fost însărcinată să caute restul tezaurului care era încă depozitat în Canada Centrală. Astfel, ofițerii canadieni au descoperit că majoritatea bunurilor fusese ascunsă în depozitele spitalului L’Hôtel-Dieu din Quebec.:100 Mai înainte ca guvernul canadian să înceapă negocieri cu toate părțile implicate pentru ajungerea la o rezolvare pașnică, guvernul polonez a acționat lansând amenințări la adresa spitalului, cerându-le reprezentanților acestuia imediata cooperare.:102 Un grup de călugărite de la L’Hôtel-Dieu a cerut sprijinul lui Maurice Duplessis, premierul demisionar al Quebecului. El a reacționat rapid și a mutat întreaga colecție la Muzeul Provincial, mai înainte ca poliția să poată împiedica aceasta.:112
Duplessis a refuzat retrocedarea tezaurului, afirmând că guvernul polonez de la Varșovia nu are niciun drept legal asupra lui. El afirma că asupra acestui tezaur are drept doar guvernul polonez în exil la Londra. El a declarat public că guvernul canadian nu are niciun drept legal să mute piesele tezaurului din Muzeul Provincial.:112 O eventuală acțiune în forță a Royal Canadian Mounted Police ar fi primejduit relațiile internaționale ale guvernul canadian cu națiunile occidentale, părând că ar susține un guvern comunist.:117 În următorii cinci ani, atitudinea lui Duplessis a împiedicat orice acțiune a guvernelor celor două țări.

## Retrocedarea tezaurului
Moartea lui I. V. Stalin din 1953 a declanșat o serie de evenimente care au dus în cele din urmă la rezolvarea problemei.:143 Noul guvern ales în Polonia părea că are o poziție independentă, nemaifiind supus influenței sovietice. Bank of Montreal a finalizat negocierile cu oficialii polonezi, ceea ce dus la trecerea în custodia Poloniei a bunurilor aflate în seifurile băncii.:153 Un grup de delegați polonei a preluat bunurile și a călătorit de la Montreal la Toronto prin Ottawa și mai apoi la New York, evitând astfel teritoriul controlat de guvernul lui Duplessis.:156 Până în cele din urmă, aceste piese recuperate au ajuns în Polonia, unde au fost rapid expuse publicului în Castelul Wawel. Printre aceste piese se aflau Sabia de încoronare și Biblia Gutenberg.:160
Moartea lui Duplessis din 1959 a fost ultima piesă a epopeii tezaurului polonez, care a permis Varșoviei să recupereze ultimele piese ale tezaurului.:164 Noul guvern al Quebecului era dornic să restaureze imaginea proastă pe care o avea pe plan internațional și, în 1960, a acceptat returnarea ultimelor piese ale tezaurului.:168 Singura condiție pusă a fost ca guvernul sau muzeul provincial să nu fie considerate responsabile din punct de vedere legal pentru reținerea pieselor de tezaur timp de zece ani.:173 După ce aceste două condiții au fost acceptate de guvernul de la Varșovia, ultimele piese ale tezaurului au fost încărcate în camioane și transportate la Boston. De aici, ele au fost încărcate la bordul unei nave, care a plecat spre Gdynia. Vremea nefavorabilă de pe mare a întârziat transportul către Polonia, dar piesele tezaurului au ajuns în cele din urmă în patrie. Ele au fost expertizat la Varșovia, după care au fost trimise rapid la Cracovia, pentru a fi din nou expuse la Castelul Wawel.:181

## Urmări
După ce a petrecut două decenii departe de țară, tezaurul a fost expus în cele din urmă în amplasamentul original. Deși retrocedarea tezaurului a fost una greoaie, încercările la care au fost supuse autoritățile din cele două țări au întărit legăturile dintre Canada și Polonia. Oficialii polonezi au oferit în dar celor canadiene o copie a Bibliei Gutenberg, ca o recunoaștere a eforturile Canadei pentru recuperarea tezaurului. Recuperarea tezaurului a contribuit la restaurarea statutului Castelului Wawel ca unul dintre cele unul dintre muzeele naționale ale Poloniei.:241

## În cultura populară
- Trenul de aur, film româno-polonez din 1987 regizat de Bohdan Poręba
- Marea sfidare, film românesc din 1989 regizat de Manole Marcus